# Dospeus

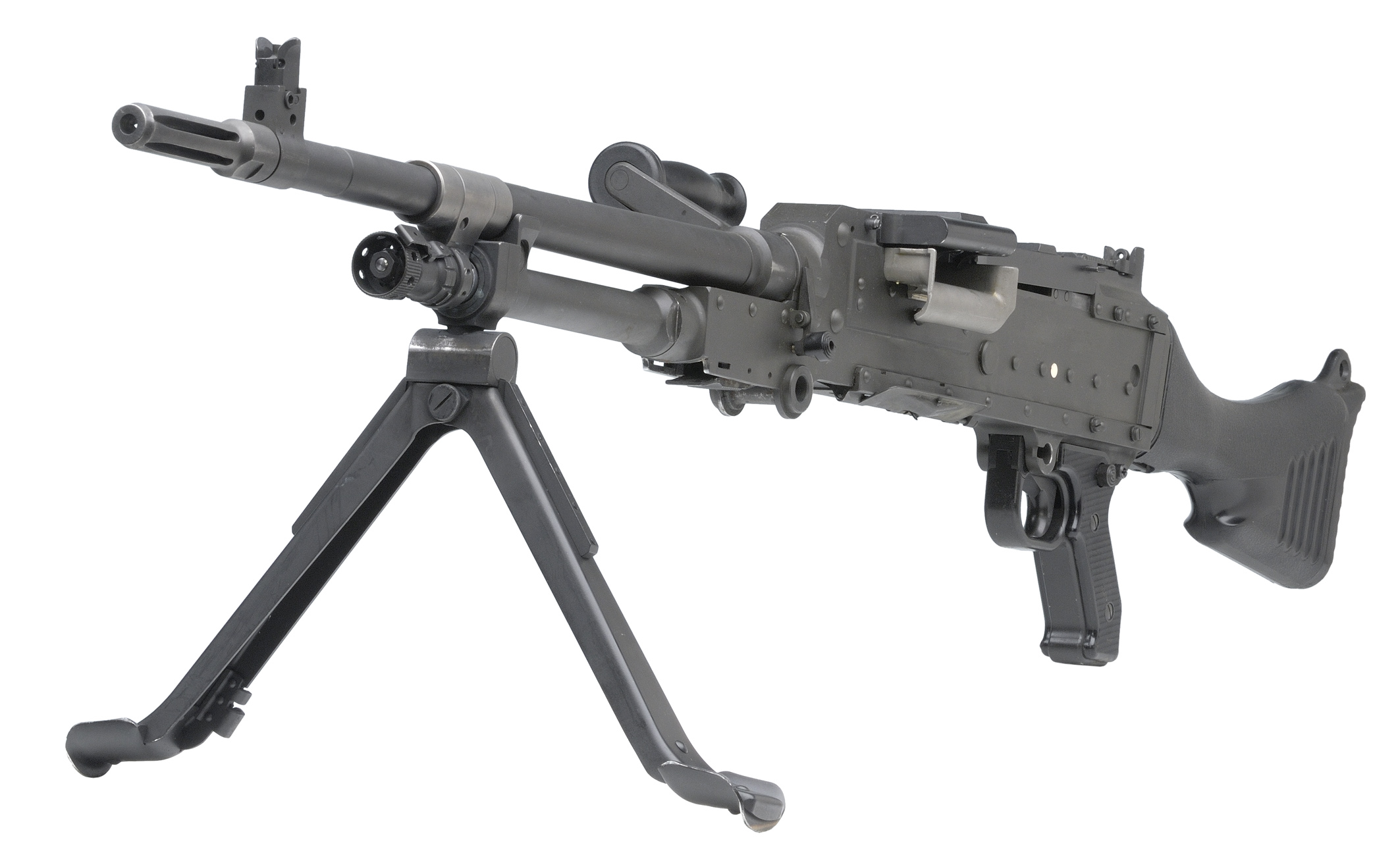
La majoria de les metralladores d'ús general, com aquesta FN MAG, tenen un bípode per augmentar la precisió per a la funció de suport de foc de metralladora lleugera en mode de foc totalment automàtic.

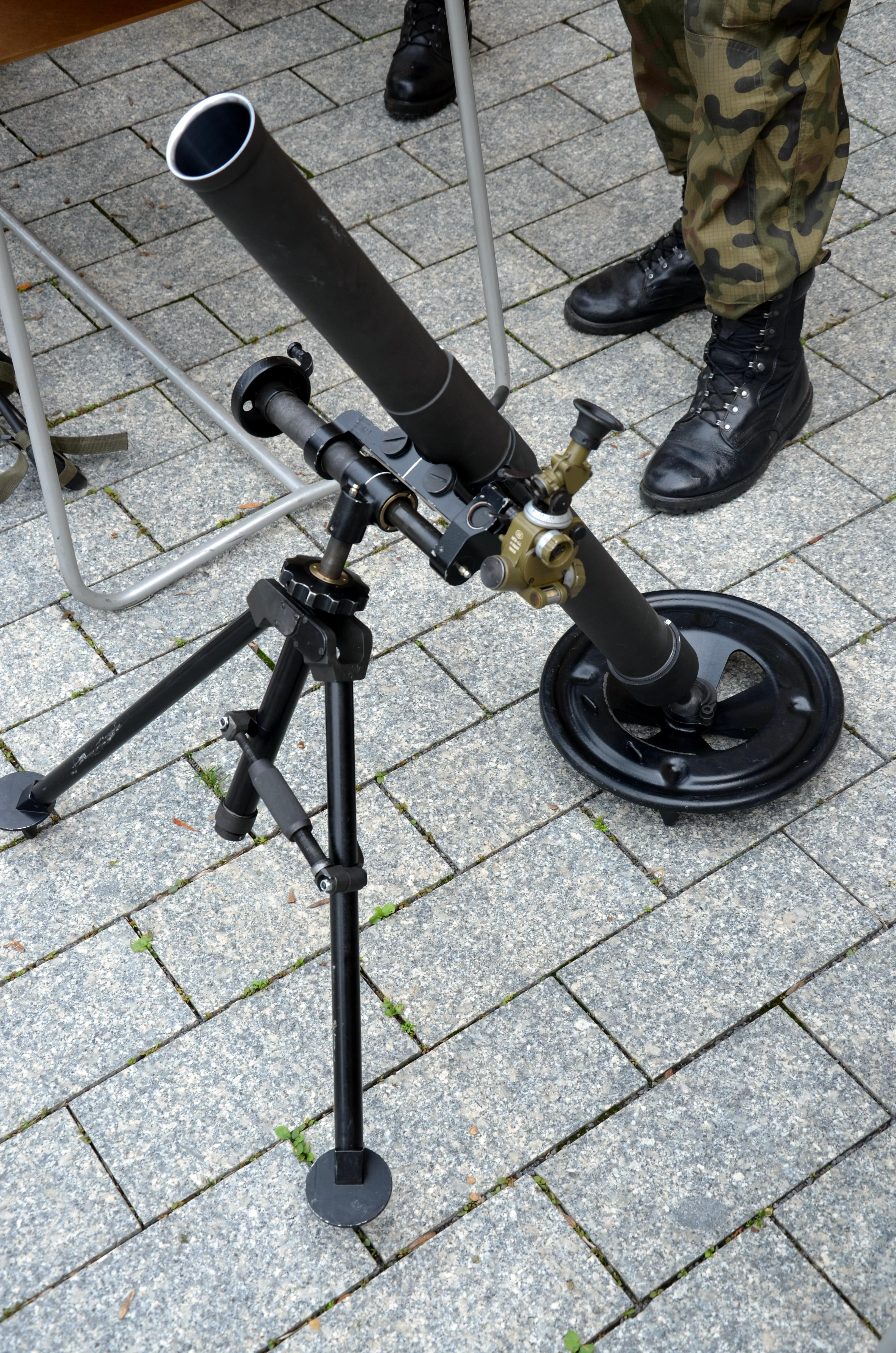
Morter polit LM-60D de 60 mm amb bípode ajustable, amb una placa base com a tercer punt de suport.

Un dospeus o bípode és un accessori portàtil en forma de V que ajuda a suportar i mantenir un dispositiu, normalment una arma com una pistola llarga o un morter. El terme prové del prefix llatí bi- amb i pod d'arrel grega, que significa "dos" i "peu" respectivament.
Els bípodes estan dissenyats per poder suportar el pes de la part davantera i el canó de l'arma, i proporcionen una estabilitat significativa contra moviments laterals no desitjats (és a dir, inclinació) alhora que permeten moviments lliures pivotant al voltant de l'eix transversal (balanceig). La majoria dels bípodes moderns tenen potes plegables i/o telescòpiques, i permeten alguns moviments limitats al voltant de l'eix vertical (panning) i fins i tot l'eix longitudinal (inclinació).
Un bípode per si mateix, amb només dues potes de suport, no és completament estable i necessita ser reforçat per almenys un punt més de suport per ser estable, especialment contra la força de tall horitzontal dels retrocésonòpode Aquest tercer punt de suport és normalment la culata que s'empeny/aferma fermament contra el cos del tirador, però també pot ser una placa base (en morters), de vegades amb suport addicional d'un monòpode.

## Armes de foc

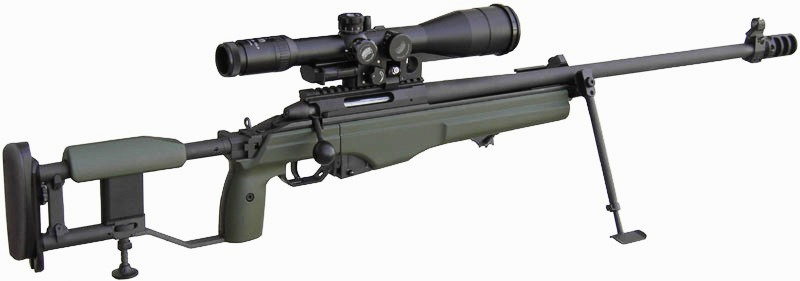
Un rifle de franctirador Sako TRG al seu bípode estàndard de fàbrica i és un monopode sota la culata del rifle

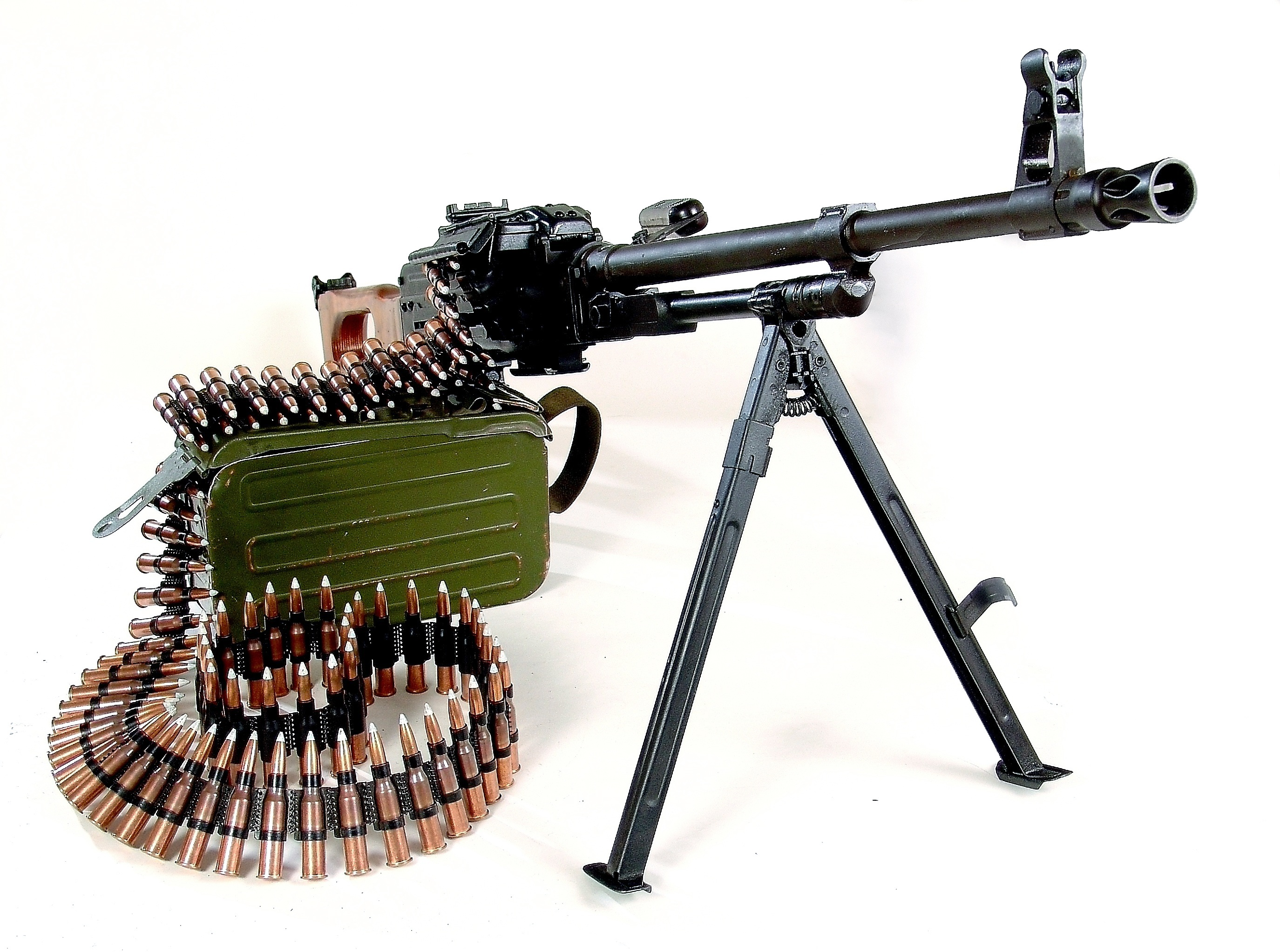
La cama del bípode dreta del PK GPMG allotja els enllaços d'una vareta de neteja

Els bípodes s'utilitzen habitualment en rifles i metralladores per proporcionar un descans cap endavant i reduir el moviment no desitjat. També es veuen en altres armes de canó llarg. Els bípodes permeten als operadors posar fàcilment l'arma sobre objectes, com el terra o una paret, reduint la fatiga i augmentant la precisió i l'estabilitat. Els bípodes poden ser de longitud fixa o ajustable. Alguns es poden inclinar i també tenen el seu punt d'inclinació a prop de l'eix central del canó, la qual cosa permet que l'arma s'inclini cap a l'esquerra i la dreta. Alguns dissenys també permeten girar l'arma de costat a costat. Hi ha tres maneres de plegar els bípodes: lluny del tirador, cap al tirador o cap a una empunyadura vertical.

### Història
El primer ús conegut de bípodes a les armes de foc es remunta als canons manuals del segle XII, que eren barrils de ferro colat col·locats sobre pals curts.
Se sap que els bípodes amb rifles van ser utilitzats de manera improvisada durant mitjans del segle XIX, especialment pels homes de frontera que caçaven bisons americans i altres animals salvatges. Per exemple, el quadre "The Long Shot" de Howard Terpning mostra caçadors nadius americans disparant un rifle amb un bípode improvisat format per dues fletxes creuades.
Durant el segle xx, l'ús de bípodes dedicats va augmentar, i es va veure en diferents tipus de rifles durant les guerres. Per exemple, la pistola Lewis (1914) estava equipada amb un bípode ajustable. La tecnologia es va fer més avançada, amb potes articulades i fins i tot potes extensibles o retràctils. La metralladora Brixia M1923 utilitzava un bípode que també es podia utilitzar com a arnès que permetia a l'usuari moure's disparant l'arma manipulant només les pinces de pala.
Una de les primeres empreses a fabricar bípodes amb èxit comercial va ser Harris Engineering, Inc, fundada el 1979 a Barlow, Kentucky per Gerald Harris, Margaret Harris i Susan Wilkerson. Abans de començar l'empresa, Gerald havia sol·licitat una patent sobre el bípode. El 2019, els seus exitosos bípodes Harris s'han produït durant gairebé quaranta anys i s'han mantingut relativament sense canvis.
Els avenços recents en la fabricació de bípodes inclouen l'ús de materials lleugers com l'alumini, la fibra de carboni i el titani, l'ús de diferents mecanismes de fixació i desenganxament ràpid (Picatinny, M-LOK, etc. o fins i tot imants) i diversos tipus de materials de peus. com ara goma, metall o una "cistella" dissenyada per evitar que el bípode s'enfonsi en superfícies toves com ara sorra fina o neu profunda (inspirada en bastons d'esquí i raquetes de neu).

### Normes de muntatge
Hi ha diversos estàndards de muntatge per connectar un bípode a un rifle, dels quals alguns coneguts són el muntatge giratori, Picatinny, M-LOK i Versa Pod. A partir de finals de la dècada de 2010, l'estil Arca-Swiss també va guanyar popularitat en competicions de tir com la sèrie Precision Rifle, ja que el rail permet un ajust continu.